# Máirtín O'Connor
Pour les articles homonymes, voir O'Connor.
Máirtín O'Connor est un accordéoniste irlandais de Galway, en Irlande. Il a fait partie de nombreux groupes de musique traditionnelle dont Skylark, Midnight Well, De Dannan et The Boys of the Lough. Il fut l'un des principaux membres du spectacle de renommée mondiale Riverdance et participe à la création bretonne de l'Héritage des Celtes.
Il commence à jouer à l'âge de neuf ans. Son premier album solo A Connachtman's Rambles s'est avéré être un grand succès.[réf. nécessaire] Máirtín O'Connor a publié ensuite plusieurs albums : Perpetual Motion en 1990, Chatterbox en 1993, The Road West en 2005. Going Places est publié en 2012 sous le nom de Máirtín O'Connor Band.

## Discographie

### En solo
- The Connachtman's Rambles (1979)
- Perpetual Motion (1990)
- Chatterbox (1993)
- The Road West (2005)
- Rain of Light

### Avec son groupe
- Crossroads (2008)[1]
- Going Places (2012)

### Avec d'autres
- 1988 : Fisherman's Blues - The Waterboys
- 1990 : Beyond the Shadows - Tommy Sands
- 1990 : Perpetual Motion - Máirtín O'Connor
- 1990 : Retrospective - Mark O'Connor
- 1990 : Shadow Hunter - Davy Spillane
- 1991 : The Best of the Waterboys : 1981-1990 - The Waterboys
- 1991 : Time to Time - Gerry O'Connor
- 1995 : Chatterbox - Máirtín O'Connor
- 1995 : Cry of a Dreamer - Seán Tyrrell
- 1995 : Emigrant Eyes - Geraldine Doyle
- 1995 : Kojak Variety - Elvis Costello
- 1995 : Lá Lugh - Gerry O'Connor
- 1995 : Misty Eyed Adventures - Moya Brennan
- 1995 : Older But No Wiser - The Clancy Brothers
- 1995 : The Long Black Veil - The Chieftains
- 2003 : À toi et ceux - Dan Ar Braz
- 2003 : Further Down the Old Plank Road : The Nashville Sessions - The Chieftains
- 2005 : Earthsongs - Secret Garden
- 2006 : The Essential Chieftains -The Chieftains
- 2010 : Dream of You - Sharon Corr
- 2012 : This New Morning - Luka Bloom
- 2012 : Voice of Ages - The Chieftains

### En "session"
- 1995 : Riverdance (collectif)
- 1997 : Finisterres (Dan Ar Braz et L'Héritage des Celtes)
- 1998 : Fis Carolan's Dream (Garry O'Briain)